# Sungai Limau (Asam Jujuhan)
Sungai Limau is een bestuurslaag in het regentschap Dharmasraya van de provincie West-Sumatra, Indonesië. Sungai Limau telt 1509 inwoners (volkstelling 2010).